# 安楽寺 (江戸川区)
安楽寺（あんらくじ）は、東京都江戸川区にある浄土宗の寺院。

## 概要
慶安年間(1648年～1651年)、法誉伝竜法印（1652年寂）によって開山された。旧本山は東漸寺。
当寺の寺宝として「延命地蔵尊」（伝・木食作）や「来迎二十五菩薩掛図」（伝・恵心作）がある。
昭和初期に、東京府東京市芝区西久保巴町（現・東京都港区虎ノ門）にあった不断院（現在は八王子市に移転）の墓地を移転しており、当寺の墓地には不断院にあった墓もある。

## 文化財
- 村田栄章頌徳碑 - 江戸川区登録有形文化財・歴史資料、昭和62年2月25日告示[5]

## 交通アクセス
- 船堀駅より徒歩11分（経路案内）。